# Meu Pobre Coração de Luto
Meu Pobre Coração de Luto é um filme brasileiro de Drama de 1977. O roteiro é de Pereira Dias.
É um  comovente drama no qual o cantor Teixeirinha descobre que sua esposa sofre de leucemia e se apoia na fé para enfrentar as dificuldades, o que por fim o leva ao Santuário de Fátima em Portugal.

## Sinopse
Tudo corre bem entre Teixeirinha e Mary Terezinha. Eles estão terminando um filme e ela está grávida e feliz. Porém, num exame de rotina, Teixeirinha descobre que Mary está com leucemia e poderá morrer se não for tratada logo. Desesperado, mas tentando esconder a verdade, ele manda vir um especialista americano que confirma o diagnóstico. Acidentalmente, Mary fica sabendo da doença e pede a uma médica amiga, sua opinião. Neste ínterim, Teixeirinha revive o sofrimento de quando perdeu sua mãe e apela para a fé. Consulta uma mãe-de-santo que diz que uma mulher bondosa e de sorriso bonito poderia ajudá-lo. Imerso em tantas lembranças vai ao Santuário de Fátima, em Portugal, para ver se descobre o caminho da cura de Mary.

## Elenco
- Teixeirinha
- Mary Terezinha
- Amélia Bittencourt
- Jimmy Pipiolo
- Teixeirinha Filho
- Alexandre Teixeira
- Vânia Elizabeth
- Roque Araujo Vianna
- Octavio Capuano
- Dorival Cabrera
- Kleber Antônio
- Zeno Robeiro
- Jesus Tubalcain
- José Gonçalves
- Angelitto Mello

## Informações Técnicas
Direção: Pereira Dias
Produção: Teixeirinha Filho
Produção Executiva: Teixeirinha Filho
Astros Convidados: Angelito Mello, Amélia Bittencourt
Estória Original: Vitor Mateus Teixeira e Pereira Dias
Seleção Musical: Pedro Amaro
Maquiagem: Marino Henrique
Assistente-Direção: Sapiran Brito
Assistente-Câmera: Ênio Staub
Continuidade: Regina Crespo
Figurino: Lya Elias
Ajudante de Câmera: Sérgio Rodrigues
Eletricista: Edelmar Moura e Sérgio Martins
Cenografia: Enil Zellinski
Coreografia: Rose Portoalegre
Fotografia: Ervin Rheinheimer Laboratório cinematográfico Líder – SP Laboratório de som Odil Fono Brasil
Mixagem: Júlio Calabar Ruídos Orlando Macedo
Direção de cor: Jurandir Pizzo
Direção de Produção: Rui Favalle Bastide
Assistente de Produção: Paulo Crespo
Gerente de Produção: Júlio
Diretor de Fotografia:  Milton Barragan
Roteiro-Montagem: Pereira Dias

## Ligações Externas
- Meu Pobre Coração de Luto. no IMDb.